# Blatteförmedlingen
Blatteförmedlingen var ett svenskt bemanningsföretag inriktat mot utrikes födda svenskar samt svenskar med invandrarbakgrund. Verksamheten var för allmänheten mer känd under namnet Jobbfabriken. 
Blatteförmedlingen grundades av Ivan Daza 2006, som fick idén i april 2005. Förmedlingen ville hjälpa invandrare att få jobb, och på deras webbplats sökte företag medarbetare med kunskaper om olika länder och språk. Företaget försattes i konkurs den 6 oktober 2014.
År 2009 startades Jobbfabriken, som vände sig till långtidsarbetslösa i den så kallade jobb- och utvecklingsgarantin. Verksamheten bedrevs i projektform med grundidén att skapa projekt som leder mot eget företagande samt att öka den sociala välfärden. Jobbfabriken etablerades i Stockholm, Helsingborg, Norrköping, Göteborg och Malmö och sysselsatte vid tidpunkten för nedläggningen 400 personer. Under de åtta första åren tjänade Ivan Daza personligen över 14,7 miljoner kronor, och företagets intäkter bestod till 98% av intäkter från fas 3-bidrag från arbetsförmedlingen, enligt en utredning från Skatteverket. Skatteverket skapade i samband med det regeringsskiftet 2014 en rad nya ställningstaganden kring hantering av moms och införde dessa ställningstaganden med 3 års retroaktiv verkan. Det går i strid med moms skattelagen att införa ställningstaganden med retroaktiv verkan. På grund av detta tvingades företaget i konkurs.